# Teratolytta senilis
Teratolytta senilis is een keversoort uit de familie van oliekevers (Meloidae). De wetenschappelijke naam van de soort is voor het eerst geldig gepubliceerd in 1895 door Abeille de Perrin.